# Juan Pascual Valdivia y Valenzuela
Juan Pascual Valdivia y Valenzuela (Alcalá la Real, c. 1737 - Olivares, 12 de marzo de 1811) fue un compositor y maestro de capilla español.

## Vida
Juan Pascual Valdivia y Valenzuela nació en Alcalá la Real, en la provincia de Jaén, hijo de Gregorio Valenzuela y Valdivia y Ana Valdivia, hacia 1735 o 1737.

El Sr Dn Juan Pascual Valdivia natl de Alcala la Real tomo en encomienda dha Razon de Mtro de Capilla en 4 de Junio de 1760, y en 22 de Diciembre de 1762 tomó posesión. Murió día 12 de Marzo de 1811 a las diez de la noche.
Libro de la Colegial Razón de los individuos...

[...] natural de la villa de Alcala la Rl hijo legitimo y de legitimo matrimo de Dn Gregorio Valenzuela y Valdivia y Da Ana Valdivia, naturales y vecinos que fueron de dha Villa ya difuntos.
Testamento de Juan Pascual Valdivia y Valenzuela (1810)

La fecha de su nacimiento se calcula por su ordenación de sacerdote en 1762. En ese momento la edad mínima para ordenarse era de 25 años, por lo que debió nacer hacia 1737 o poco antes. No se ha encontrado la documentación de su bautizo en Alcalá la Real, posiblemente porque los archivos eclesiásticos de las iglesias parroquiales y la Colegiata de Alcalá la Real fueron destruidos durante la Guerra de la Independencia Española en 1812 y durante la Guerra civil en 1936. Se desconoce cuál fue su formación musical, pero es de suponer que sería en la Colegiata de Alcalá la Real, con la capilla de música. De hecho, se desconoce la trayectoria de Valdivia hasta su llegada a Olivares.

### Oposiciones al magisterio de la Colegiata de Olivares
El 10 de septiembre de 1759 fallecía el maestro de la Colegiata de Olivares, Antonio González Guerrero. Antes de su fallecimiento ya debía estar muy enfermo y el capellán músico Francisco Mayés y el organista Juan Mayorga ejercían sus funciones en sustitución. Se decidió que el tribunal de las oposiciones fuese presidido Juan Roldán, organista segundo de la Catedral de Sevilla, «sujeto mui avil en composición, y de mucha consiencia». Otros participantes del tribunal de las oposiciones serían el citado Juan Mayorga, el racionero Juan Bejarano y el secretario capitular José Hernández Araujo. Solo se presentaron dos aspirantes: Francisco Delgado Montero y Juan Domingo Vidal. Tras un duro examen que duró una semana, los examinadores entregaron su juicio al cabildo, que finalmente decidió que ninguno de los dos cumplía con las condiciones necesarias. De todo ello fue informado el patrono, el Duque de Alba, Fernando de Silva y Álvarez de Toledo.
Las fiestas de Navidad se pasaron sin maestro, siendo Miguel de Castro, capellán músico, quien ejerció las funciones. El 29 de diciembre Juan Domingo Vidal renunció a su candidatura al haber aprobado las oposiciones al magisterio de la Colegiata de San Salvador de Sevilla. En enero de 1760 se publicaron nuevos edictos para unas nuevas oposiciones que presidiría de nuevo Juan Roldán, asistido en el tribunal por el racionero Bejano, el organista Mayorga y el nuevo secretario, José Hernández Araujo. A estas nuevas oposiciones se presentaría solo candidato: Juan Pascual Valdivia, que aun así tuvo que realizar las mismas pruebas que los candidatos de las oposiciones anteriores a lo largo de una semana: componer un salmo sacado al azar del Breviario en un plazo de 16 horas; componer en 24 horas un villancico a cuatro voces y dos violines del que se le había dado la letra; ejercicio de la dirección de la capilla de música; además de preguntas y algunos ejercicios escritos breves; «el paso forzado de motete con término de cuatro horas»; se tocó el salmo en la capilla de música con el cabildo en pleno; y finalmente se interpretó el villancico.
Según los estatutos de la Colegiata, el cabildo debía presentar a dos candidatos al patrono, el mencionado Duque de Alba, para que este eligiese. En este caso el cabildo tenía dos candidatos «malos» y uno «bueno», y de los dos «malos», el «menos malo» había renunciado. Se informó al Duque, que el 24 de mayo aceptaba a Valdivia, «[y] sin que sirba de exemplar el no haberme propuesto dos personas segun costumbre por no hallar otros opositores a proposito». El 4 de junio de 1760 Valdivia tomaba posesión del cargo, aunque no de forma definitiva, ya que sin ser sacerdote no podía ocupar una ración. Entre tanto, se decidió concedérsela en «encomienda».

### Magisterio en la Colegiata de Olivares
Su estancia en Olivares transcurrió sin grandes sobresaltos y su nombre no aparece muy a menudo en las actas. En agosto de 1671 cayó enfermo y tuvo que ser sustituido durante las fiestas patronales de la Virgen de las Nieves por el organista Mayorga. Se ausentaría una segunda vez según las actas, pero no se indica la razón.
En marzo de 1672 el cabildo apremió a Valdivia para que «se ordenase de orden sacro». En abril se realizó un segundo aviso, al que Valdivia respondió en junio de ese año con la ordenación de subdiácono. El 22 de diciembre se celebró oficialmente la toma de posesión del cargo en una ceremonia que no pudo finalizarse ya que faltaban los estatutos. Esta parte de la ceremonia, en la que se leían los estatutos, fue finalizada cuatro días más tarde. A partir de ese momento comenzó a participar como miembro del cabildo colegial.

Dixo dho Sr Presisdente que este Cavdo era para que en vista del que se selebro en el dia veinte y sinco del corriente y en el quedo sitado este dia, para que se le diese la posecion de su Racion al Sr Mtro de Capilla, D Ju Valdivia lo asia preste a fin de ver si avia algun reparo, lo q oido por todos los señores que componen este Cavdo, y no encontrandose alguno, dho Sr Presidente toco la campanilla, mando al Pertiguero llamase a dho Sr D Ju Valdivia para que entrase al Cavdo y lo ejecuto, despues se le leio los estatutos, que tiene que guardar y jurar; y aviendolos oido, juro de guardarlos poniendo la mano sobre ellos, y sobre el libro de los Evanjelios, acompañado de dho Presidente; y por averse en el Cavdo que se selebro el dia veinte y dos del que corre, leido el titulo de colacion y demas instrumtos que para ello se requieren y no averse encontrado reparo, se omitio en este, por cuia rason se paso al acto de dha posecion; y aviendo salido de la Sala Cappr dho Sr D Ju Valdivia acompañado con algunos de los Señores de este Cavdo subio al Altar maior acompañado del Sr D JU de Sierra nombrado por el Sr Abad para darle dha posecion y de D Antonio Castrillo Nrio maior; hiso oracion al Santissimo leyo en el misal algunas oraciones, mudo los candeleros de un lado a otro, toco la campanilla, y hiso otras muestras de la dha posecion, y despues paso al coro donde tomo siento acompañado del Dho Sr D Ju de Sierra y del dho Notario, donde echaron y tiraron algunas monedas desde el asiento; y acavdo bolbio a la sala Cappr en la que tomo el asiento que le corresponde, dio las gs a todos los Sres con lo que qdo concuido el acto.
Actas capitulares de la Colegiata de Olivares (1758-1765)

En 1674 hubo problemas con el cumplimiento en el magisterio de Valdivia y se decidió fijar sus obligaciones en el Libro blanco, escrito por Felipe Berejano y Juan Mayorga. Entre sus obligaciones estaba la de dar clases de canto de órgano a todo el que lo solicitase, en una clase diaria, pero durante años fue el músico Miguel Gascón el que daba estas clases a los mozos del coro hasta por lo menos 1772. Una vez superado el asunto, el mayor problema de la capilla era la financiación. De hecho, de las ocho plazas de cantores fijadas en los estatutos, solo se crearon cuatro y de ellas solo se ocuparon tres. Incluso se especuló con la eliminación del bajonista, lo que finalmente no se llevó a cabo. En 1770 el cabildo le recordó al maestro que debía adaptarse a las circunstancias de la capilla de música, «con arreglo a las vozes que tiene en la Capilla». También le recordó que la capilla no ensayaba lo suficiente.
Hasta 1792 la vida en la capilla de música transcurrió sin sobresaltos. En ese año el cabildo se queja de la falta de composiciones nuevas del maestro, además del uso de composiciones de otros compositores. El maestro iba repitiendo sus composiciones una y otra vez de forma que 20 obras suyas fueron usadas en 72 ocasiones. En 1800 hubo una epidemia de fiebre amarilla, que se llevó a tres mozos del coro: Plácido Cotán, José María Espinosa y Manuel de Jesús Martín.
Además del magisterio, con el tiempo llegó a ocupar otros cargos: secretario capitular en una ocasión, mayordomo comunal en 20 ocasiones, colector o contador durante dos años y clavero en seis ocasiones. Su último cargo fue de mayordomo comunal en 1808. En 1810 pasaron las tropas francesas por Olivares, lo que llevó a la Colegiata a reducir las actividades musicales, hasta el punto de que en 1810 el Cabildo decide «qe interin las tropas permaneciesen en el pueblo se tubiesen las oras canonicas rezadas.»

### Últimos años y fallecimiento
En 1809 y 1810 se notan en las actas numerosas ausencias de Valdivia y el 14 de julio de 1810 las actas notan:

Por ultimo se acordo q en atencion a los largos años y quebrantada salud del Señor D Juan Valdivia, pudiese salir de su casa a hacer exercicio cuando y como quisiese sin presentarse en Coro, hasta estar enteramente restablecido y bueno perfectamente.
Actas capitulares de la Colegiata de Olivares, 14 de julio de 1810

Las siguientes noticias son ya de su fallecimiento en Olivares, el 12 de marzo de 1811:

El miercoles trece de Marzo de mil ochocientos once se juntaron en la Sala Capitular de esta Ynsigne Yglesia Colegl para celebrar cavildo l extraordinario [...] estando en ella dixo el Sr presidente haverse convocado a Cavildo para determinar el funeral de nro compañero el Sr Dn Juan Valdivia maestro de Capilla q. havia sido, quien havia fallecido el dia doce por la noche: se acordo q. el entierro fuese por la tarde del dho dia trece [...]
Actas capitulares de la Colegiata de Olivares, 13 de marzo de 1811

De sus testamentos, uno de su propia mano y uno por poder, se deduce que Valdivia tenía una posición acomodada. Poseía una casa y un terreno agrícola en su propiedad. Sus deudas con la Colegiata, 1328 reales en trigo y 3000 en efectivo, causadas por la crisis de 1804, debían ser pagadas poco a poco con rentas que le pertenecían hasta ser extinguidas. Entregó ambos en usufructo a Catalina Cedillos, la ama que se encargaba de la casa, y a Isabel Pallares. Cedillos falleció poco después y fue solamente Isabel Pallares quien disfrutaría de los bienes. El caso de Pallares es curioso: se crio en la casa de Valdivia con la ama, sin ser familia de ambos ni huérfana, ya que los padres seguían viviendo en el pueblo. De hecho, Vladivia dejó mencionado explícitamente que los padres de Pallares no debían interferir con el disfrute de las propiedades. Las propiedades mismas irían para su sobrino.
Parece ser que el reverendo Valdivia no se dedicaba exactamente a ser prestamista, pero hubo muchos deudores que le debían dinero. Valdivia, como canónigo, poseía un salario estable y los olivarenses acudían al maestro para cubrir sus necesidades. En el testamento se citan a los mayores deudores, de los que a dos se les perdonan las deudas. También se perdonaron todas las deudas a aquellos que no llegasen a cien reales de vellón, que debían ser un número considerable.

## Obra
Se conservan un número extraordinario de composiciones de Valdivia: 221 obras en la Colegiata de Olivares. Entre ellas se cuentan 148 villancicos y «cantadas» en romance, y 73 obras litúrgicas en latín. De hecho forman el 42% de las obras conservadas en el archivo, convirtiéndole en el compositor más prolífico de la colegiata.
Su obra sigue interpretándose, como fue el caso en 2015 en Córdoba y 2016 en Baeza.